# Villa Rist

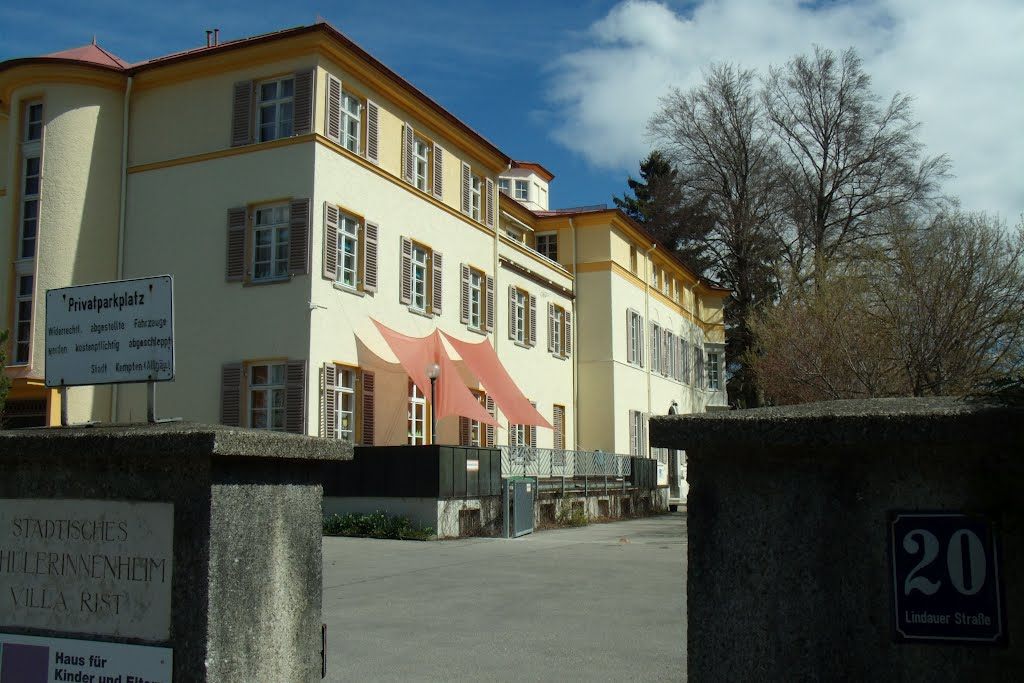
Villa Rist an der Lindauer Straße 20

Die Villa Rist ist ein denkmalgeschütztes Gebäude mit der Anschrift Lindauer Straße 20 in der kreisfreien Stadt Kempten (Allgäu). Es befindet sich in mittelbarer Nähe zum Hildegardis-Gymnasium.
Die Vorstadtvilla wurde 1860 errichtet und in den Jahren 1935 und 1938 um zwei winkelförmig angeordnete, gleich hohe Flügel großzügig erweitert. Der Ausbau diente der Nutzung als Mädchenpensionat.
Über viele Jahrzehnte war das städtische Mädchenpensionat in der Trägerschaft der Dillinger Franziskanerinnen. Im Sommer 1990 musste es aus Kostengründen geschlossen werden. Seit 1990 dient das Gebäude als „Haus für Eltern und Kinder“, unter der Trägerschaft des Diakonischen Werkes Kempten. Den Denkmalstatus erhielt das Gebäude im Jahr 2009. Neben Kindergarten und Hort wird dort seit dem Frühjahr 2010 auch eine Krippengruppe unterhalten.
Bei der 1860er erbauten Villa handelt es sich um einen zweigeschossigen Walmdachbau mit Eckerkern, Mezzanin und Dachaufbau.